# Alexandra Becker (Politikerin)
Alexandra Becker (* 1995) ist eine deutsche Politikerin (SPD). Seit 2022 ist sie Abgeordnete im Landtag des Saarlandes.
Alexandra Becker gehört dem Ortsverband Bliesransbach an. Bei der Landtagswahl im Saarland 2022 erhielt sie über die Landesliste ihrer Partei ein Abgeordnetenmandat im Landtag des Saarlandes.
Becker ist Mitglied der überparteilichen Europa-Union Deutschland, die sich für ein föderales Europa und den europäischen Einigungsprozess einsetzt.